# Mauzac-et-Grand-Castang
Mauzac-et-Grand-Castang là một xã của Pháp, nằm ở tỉnh Dordogne trong vùng Aquitaine của Pháp. Xã này có diện tích 15,85 km2, dân số năm 2007 là 842 người. Xã nằm ở khu vực có độ cao trung bình 49 m trên mực nước biển.

## Thông tin nhân khẩu
| Năm    | 1962 | 1968 | 1975 | 1982 | 1990 | 1999 | 2007 |
| ------ | ---- | ---- | ---- | ---- | ---- | ---- | ---- |
| Dân số | 814  | 761  | 688  | 772  | 958  | 868  | 842  |